# Cuproníquel
El cuproníquel és un aliatge de coure, Cu, i níquel, Ni, que generalment conté menys del 50% de níquel i petites quantitats de ferro, Fe, (0,5-0,6%) i de manganès, Mn, (0,3-1%). Presenta una estructura monofàsica perquè el níquel és soluble en el coure en totes proporcions. És un aliatge que té una forta resistència mecànica i a la corrosió, major a major proporció de níquel, i és molt mal·leable. Es presenta en forma de plaques, xapes, bandes, tubs, barres i fils. En forma de fils s'empra per a fabricar-hi resistències elèctriques i per a mesurar temperatures. L'addició de silici, Si, o d'alumini, Al, li donen un enduriment estructural. Les proporcions més emprades són:
- 90/10 de coure/níquel amb ferro i manganès per a canonades d'aigua salada i intercanviadors tèrmics.
- 80/20 de coure/níquel per a l'encunyació de monedes platejades.
- 70/30 de coure/níquel amb ferro i manganès.[1]